# Vorbalkan

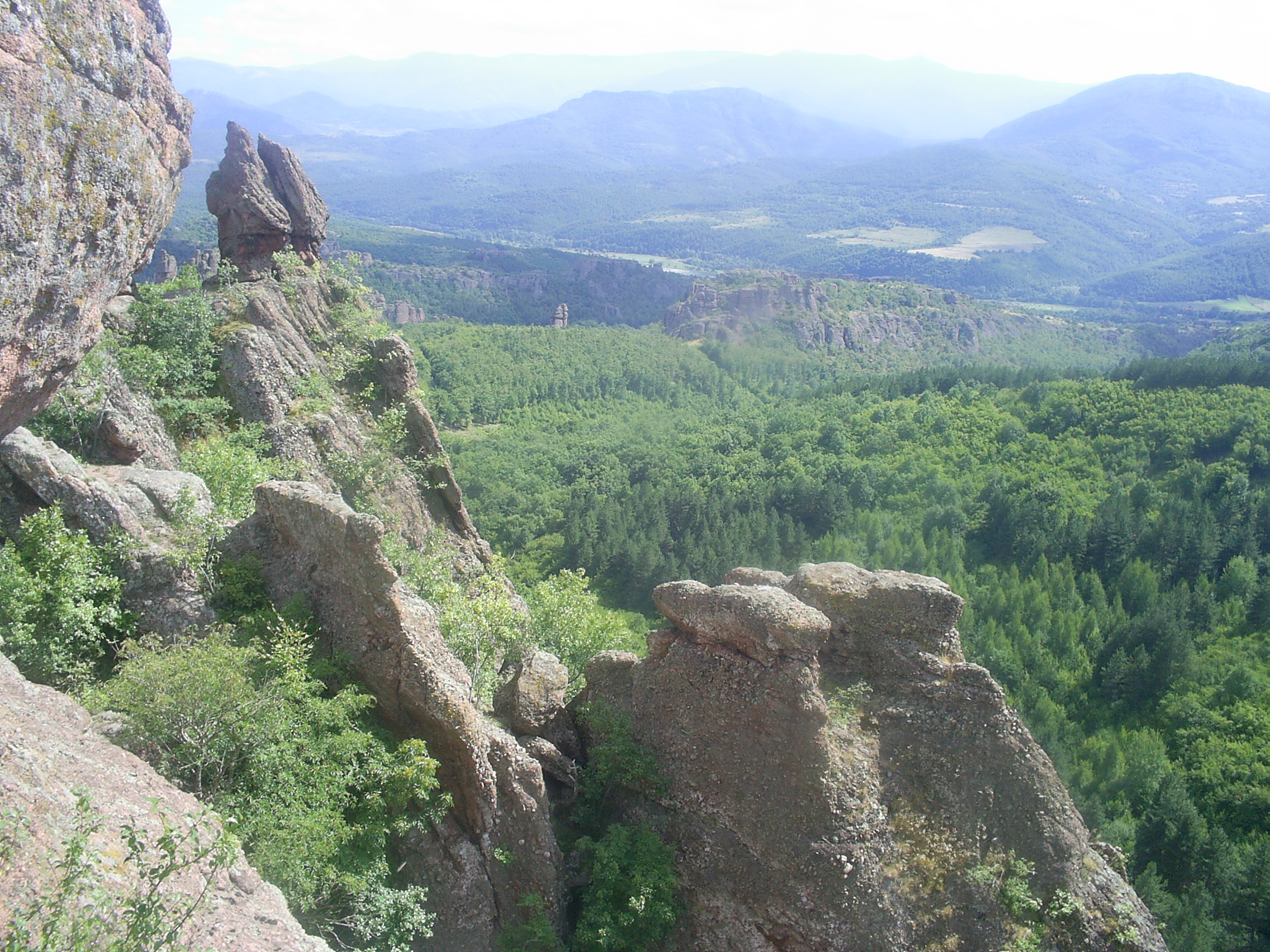
Der Vorbalkan bei Belogradtschik

Der Vorbalkan (bulgarisch Предбалкан/Predbalkan) ist eine weite hügelige Landschaft zwischen dem Balkangebirge und der Niederdonauebene in Nordbulgarien.
Dort befinden sich Städte wie Lowetsch, Gabrowo und Drjanowo.
Koordinaten: 42° 57′ N, 25° 22′ O

## Regionen
Der Vorbalkan wird im Grundsätzlichen in drei Regionen unterteilt, in die West-, Mittel- und Ostregionen. Geteilt werden die Regionen durch die Flüsse Vit, Cherni Vit und dem rechten Nebenfluss des Yantra.

### Westregion
Die Westregion erstreckt sich zwischen den Tälern der Flüsse Beli Timok im Westen und Vit und Beli Vit im Osten. Die Landschaft ist meist hügelig und niedrig gelegen. Das relativ komplexe Talnetz, das sich durch die zahlreichen Längs- und Quertäler ergibt, bestimmt die tiefe Teilung der Landschaft.

### Mittlere Region
Die mittlere Region ist mit einer Fläche von 6576,5 km² das größte Gebiet des Vorbalkans. Diese Subregion zeichnet sich durch ein breites hügeliges und niedriggebirgiges Gelände aus, das von den Bergen im oberen Vit dominiert wird.

### Ostregion
Die Ostregion ist mit einer Fläche von 3153,6 km² die kleinste Fläche des Vorbalkans. Die Gegend ist vorwiegend durch die tief verlaufenden Schluchten der Vrana-Flüsse sowie des Golyama Kamchyeno Flusses geprägt.